# Mathilde Gabriel-Péri
Mathilde Gabriel-Péri, nascuda Mathilde Taurinyà (Canet de Rosselló, 7 de juny de 1902 - Boulogne-Billancourt, Alts del Sena, 16 de desembre de 1981) fou una política nord-catalana, diputada a l'Assemblea Nacional Francesa pel Partit Comunista Francès entre 1945 i 1958.

## Biografia
Mathilde Taurinyà era obrera de professió. Era membre del Partit Comunista Francès, i cunyada del líder comunista André Marty, que estava casat amb la seva germana gran Pauline (1898-1993). Ells mateixos es va casar amb el polític comunista i futur diputat Gabriel Péri el 1927, i es va separar d'ell durant un any quan va ser empresonat a finals de 1929. Durant la Segona Guerra Mundial va abandonar la seva esposa Mathilde i va tenir una relació amb la periodista Sofia Jancu.
El 1940 fou « internada administrativament » al camp de Rieucros (Losera). El 18 de maig de 1941, se n'assabenta de l'arrest del seu marit per actes de resistència. Abans de la seva execució, aquest últim va escriure una carta a un dels seus amics:
| « | Digues-li (a Mathilde) que tinc un penediment: el fet de no haver-li donat la vida seriosa que es mereixia. Però digues-li que porti amb orgull el vel de vídua. | » |

Després de la Segona Guerra Mundial serà una de les figures més destacades del PCF, els funcionaris electes nomenen Gabriel-Péri a molts carrers i places. La seva carrera política va començar el 1944, quan es va convertir en una de les úniques dones delegada a l'Assemblea Consultiva Provisional de París. També era presidenta de l'Associació de Famílies d'Afusellats.
Fou escollida diputada pel departament de Sena i Oise a les eleccions legislatives franceses de novembre de 1946, 1951 i 1956. De 1945 a 1948 fou jurat de l'Alta Cort de Justícia, i del 10 de gener de 1950 a l'11 de gener de 1951 fou vicepresidenta de l'Assemblea Nacional Francesa. El 1958 va perdre l'escó davant el gaullista Claude Labbé i es va retirar de la vida política activa.